# Frédéric Bonin-Pissarro
Frédéric Bonin-Pissarro oder nur Frédéric Pissarro (* 1964 in Paris, Frankreich) ist ein französischer Maler. Er entstammt der Künstlerfamilie Pissarro. Seit 2002 ist er Staatsbürger der Vereinigten Staaten von Amerika.

## Familie
Frédéric Bonin-Pissarro ist der Sohn des Malers Claude Bonin-Pissarro und dessen Ehefrau Sylvie. Er ist ein Urenkel des „Vaters des Impressionismus“, Camille Pissarro, der Name seiner Schwester ist Lila Lebelle. Er ist verheiratet mit Année und hat drei Söhne Louka, Martin und Antoine.

## Leben
Frédéric lernte die Grundzüge der Malerei von seinem Vater, weiteren wichtigen Einfluss auf sein Schaffen hatte der französische Künstler Jean Edelmann. Von 1983 bis 1984 studierte Frédéric Bonin-Pissarro an der École de Sèvres, Paris, dann von 1984 bis 1988 Kunstwissenschaft an der École nationale supérieure des beaux-arts de Paris (ENSBA). Hier besuchte er Meisterklassen von Jacques Yankel und Antonio Seguí. Nach Beendung seiner Studien übersiedelte er nach Cincinnati, Ohio in die Vereinigten Staaten. Von 1989 bis 1990 entwarf Bonin-Pissarro Bühnenbilder für das Théâtre Populaire des Sevennes in Paris. Von 1991 bis 1994 fertigte er Entwürfe für den Freizeitpark Planète Magique in Paris. Von 1995 bis 1997 lehrte Frédéric an der Faire Art School in Gisors. Seit 1998 lehrt er am Art Institute of Cincinnati (AIC College of Design) Farbenlehre, Charakterdesign, Storyboard, Illustration, Komposition und Layout. 2009 erhielt er seinen Associate Degree in Graphikdesign vom Art Institute of Cincinnati.
2015 erreichte er seinen Bachelor of Arts sowie 2017 seinen Master of Arts an der Morehead State University. Seit 2017 ist er Dozent für Kunst und Design an der University of Nevada, Las Vegas.

## Werk

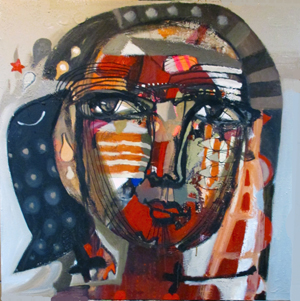
Ladyn'Bird, Frédéric Bonin-Pissarro

Frédéric Bonin-Pissarro begann ursprünglich mit neoimpressionistischer Malerei, in die er Elemente des Fauvismus einbrachte. Durch die Anwendung klarer Linien und kräftigerer Farben wurden seine Kompositionen später komplexer; Muster, Punkte und Streifen hielten Einzug in seine Arbeiten, die nun in der modernen Abstrakten Kunst zu verorten sind. Seine jüngeren Gemälde zeigen „expressive face art, animal art, and still life“ in Öl und Akrylfaben. Er beschrieb seinen Malstil als „figurativ expressiv“.

### Gemälde (Auswahl)
| | |
| - Mouffetard St Market, Paris - Two Minds, One Vision - Cow Love - Keeping It Together - The Flip Side Of Love - Urban Bird - Sending Love - Happy Projections - Innocence - Lady With Bird - Modern Beauty - Petit Mother | - Doubletake - Family Bliss - Takes Two To Tango - Family Love - Peace With Nature - Love Bird - Connected - Maternite - Amaman - Modern Family - Complex Relationships - Party Bird |

### Ausstellungen (Auswahl)
Frédéric Bonin Pissarro zeigte seine Arbeiten auf folgenden Ausstellungen:
| | |
| - Salon des Indépendants, Société des Artistes Indépendants; Paris 1990 - Salon Comparaison; Paris 1992 - Salon de May, Paris 1993 - Salon de Mars; Paris 1993 - Salon de Bagneux (juried); Paris 1994 - Galerie de Synthese; Paris 1994 - Galerie de Beaux-Arts, Paris 1994 - Salon de Vitry; Paris 1995 - Galerie du C.R.O.U.S.; Paris 1996 - Galerie Jeanne Masson, Paris 1997 - Opus Gallery; Cleveland (Ohio) 1998 - Marquette Gallery, Cincinnati (Ohio) 1998 - Gallery Adrienne; San Francisco (California) 1999 - Fourway Gallery; Martha’s Vineyard (Massachusetts) 1999 - Debruyne Gallery; Naples (Florida) 2000 - Art Factory; Rockford (Illinois) 2000 - Wally Findlay Gallery; Chicago (Illinois) 2001 - Marquette Gallery; Madeira (Ohio) 2001 | - Wally Findlay Gallery; Chicago, New York, Palm Beach, London 2002–2009 - Titus Fine Art; Beverly Hills (California) 2005–2012 - The Pinacle; East Tsimshatsui (Hong Kong) 2011 - Festival International d’Art Singulier Contemporain, Grand Baz’Art à Bézu; Bézu-Saint-Éloi 2011 - Musee Prive; Paris 2011 - Outsider Gallery; French Town (New Jersey) 2011 - Greenwich Gallery; Cincinnati (Ohio) 2011 - Kings Wood Art Print Edition, dreijähriger Vertrag 2012 - Inauguration Galerie 30; Cannes 2012 - The Nursery Rhyme Project, kuratiert von Dion Hitchings; New Jersey 2012 - Gallery Artisti; Paris 2012 - Commission for last Pei building, Bangkok 2012 - Lille International Contemporary Art Fair (10 Gemälde), Lille 2012 - Acala Gallery (Einzelausstellung); Bangkok 2012 - The TOY Show, kuratiert von Dion Hitchings; New Jersey 2012 - Artop Gallery, Lille 2013 - Gallery des Artistes, New Hope (Pennsylvania) 2019 |

### Veröffentlichungen
Frédéric Bonin-Pissarro fertigte Illustrationen für folgende Bücher:
- Matt Ackermann: Antoine's Ault Park Adventure. 2008[19]
- Missy Griffin: Gigi’s Window. 2010[20]
- Marion K. Allman: Hi! My Name is Casey. 2010[21]

## Auszeichnungen
- The Key to the City of Cincinnati, 2001[11]